# Carla Monti
Carla Monti (Milano, 7 marzo 1932 – Milano, 14 giugno 2009) è stata un'attrice italiana.

## Biografia
Attrice caratterista italiana, Carla Monti vince il concorso di Miss Sorriso a Milano nel 1946. Inizia la carriera nella compagnia dei ragazzi di Ada Bondi e prosegue come soubrette in compagnie di rivista e avanspettacolo di importanza nazionale. Negli anni sessanta, come cantante, porta la canzone italiana e francese all'estero. Rientra in Italia nel 1970 e partecipa come caratterista alla Gesetta del Pasquireau con la compagnia di Piero Mazzarella e Rino Silveri. Continua la sua carriera nel teatro di prosa, cinema e televisione interpretando diversi ruoli: dalla mamma affettuosa alla portinaia fino alla vecchietta svampita.
Dalla seconda metà degli anni ottanta fino alla prima metà degli anni novanta rivestì, in qualità di testimonial per diversi spot, il ruolo di un'anziana signora che consigliava a parenti, amici e conoscenti l'uso di una nota candeggina; in queste pubblicità fu doppiata da Liliana Feldmann, così come le altre attrici che interpretarono quel personaggio prima e dopo di lei (tra cui la collega Olga Romanelli).

## Filmografia

### Cinema
- Culo e camicia, regia di Pasquale Festa Campanile (1981)
- Testa o croce, regia di Nanni Loy (1982)
- Sing Sing, regia di Sergio Corbucci (1983)
- Mani di fata, regia di Steno (1983)
- Yuppies - I giovani di successo , regia di Carlo Vanzina (1986)
- Computron 22, regia di Giuliano Carnimeo (1988)
- Tre colonne in cronaca, regia di Carlo Vanzina (1990)
- Nel giardino delle rose, regia di Luciano Martino (1990)
- Piedipiatti, regia di Carlo Vanzina (1991)
- Luna e l'altra, regia di Maurizio Nichetti (1996)
- Così è la vita, regia di Massimo Venier, Aldo, Giovanni e Giacomo (1998)
- Tu la conosci Claudia?, regia di Massimo Venier (2004)

### Televisione
- Cuore, regia di Luigi Comencini – miniserie TV (1984)
- Notti e nebbie, regia di Marco Tullio Giordana – miniserie TV (1984)
- Fuori scena, regia di Enzo Muzii – film TV (1986)
- La piovra 3, regia di Luigi Perelli – miniserie TV, 2º episodio (1987)
- Il vizio di vivere, regia di Dino Risi – film TV (1988)
- Colletti bianchi, regia di Bruno Cortini – serie TV (1988)
- Cascina Vianello, regia di Giambattista Avellino – serie TV, episodio "Elezioni" (1996)

## Teatro
- Medea di Euripide
- L'albero tropicale di Yukio Mishima e Ida Huniaki
- Verghiana di G. Verga e L. Puggelli
- El malaa de paura e Piselli freschi, Compagnia Roberto Brivio
- Le nozze dei piccoli borghesi di B. Brecht e C. D'Elia
- I Borosauri, con Ernesto Calindri e A. Moretti
- El nost Milan di Giorgio Strehler, Piccolo Teatro Milano
- Primadonna in vari spettacoli della Compagnia Stabile di Piero Mazzarella